# Софіївка (Черкаський район)
Софі́ївка — село в Україні, в Черкаському районі Черкаської області, підпорядковане Мошнівській сільській громаді. У селі мешкає 777 людей.

## Історія
Початком існування села Софіївка вважається 1823 рік.
У селі Кирилівка (нині Шевченкове) жили пани Енгельгарди. У селі Моринці група селян-кріпаків чимось провинилась, і пани наказали виселити їх із цього села. Селяни оселилися під лісом, поряд із нинішнім кладовищем. Оскільки переселенці були з Моринець, їх називали моряни, а згодом і поселення називалося Морянка. Поступово Морянка збільшувалася і стала не кутком, а селом. Саме в цей час графиня Катерина Балашова частину свого західного володіння передала Браніцькій. Село Морянка з часом перейменували в Софіївку. За однією з легенд село було назване на честь загиблої дочки Браніцької — Софійки.
У 1848 році у Софіївці у своєї двоюрідної сестри гостював Тарас Григорович Шевченко.
Після скасування у 1861 році кріпацтва селяни працювали у панів як вільнонаймані.
У 1925 році збудовано приміщення семирічної школи.
У 1927 році почалася колективізація.
Голодомор 1932—1933 рр. забрав майже 50 % жителів села.

## Населення

### Мова
Розподіл населення за рідною мовою за даними перепису 2001 року:
| Мова       | Кількість | Відсоток |
| ---------- | --------- | -------- |
| українська | 753       | 96.91%   |
| російська  | 23        | 2.96%    |
| білоруська | 1         | 0.13%    |
| Усього     | 777       | 100%     |

## Економіка
СТОВ ім. Шевченка (Верес™, Hamé) — випуск консервів та вирощування зернових і технічних культур.

## Галерея

Сільрада
Пам'ятник загиблим у німецько-радянській війні
Пам'ятник загиблим десантникам
Школа
Лікарня